# Akéjan Kajégueldine
Akéjan Kajégueldine (en kazakh : Әкежан Мағжанұлы Қажыгелдин, Äkejan Maghjanouly Qajygueldine ; en russe : Акежан Магжанович Кажегельдин, Akéjan Magjanovitch Kajégueldine), né le 27 mars 1952 à Guéorguievka, est un homme d'État kazakh, Premier ministre du 12 octobre 1994 au 10 octobre 1997.

## Biographie
Akéjan Kajégueldine naît le 27 mars 1952 à Guéorguievka, dans l'oblast de Semipalatinsk (en), au sein d'une famille de professeurs. En 1974, il est diplômé de l'Institut pédagogique de Semipalatinsk (ru), et, en 1985, il décroche un doctorat en économie à l'Institut d'économie nationale d'Almaty (en).
En 1974, il fait ses débuts en tant que professeur dans une école secondaire de Semipalatinsk. Après avoir effectué son service militaire en 1976, il entre au service du KGB, où il gravit les échelons jusqu'à intégrer la formation des officiers de l'École supérieure du KGB à Moscou. En 1989, il quitte le KGB et rentre au Kazakhstan, où il devient directeur du Complexe industriel polyvalent de Semeï, l'une des entreprises privées kazakhes à plus forte croissance.
Cette entrée dans le monde des affaires étant couronnée de succès, Kajégueldine entre en politique au niveau régional à Semipalatinsk. En 1993, il est élu au Parlement kazakh sous la bannière d'une plateforme promouvant une démocratisation du processus politique, des réformes économiques libérales et la lutte anticriminelle. Fin 1993, le président Noursoultan Nazarbaïev le nomme premier vice-président du Conseil des ministres, avant de le hisser au rang de Premier ministre l'année suivante. Le mandat de Kajégueldine fait entrer le pays dans une économie de marché avec la privatisation de plusieurs grandes entreprises d'État, l'établissement d'un système bancaire et financier moderne, et l'afflux d'investissements étrangers considérables, en particulier dans le secteur de l'énergie. Malgré sa réussite, Kajégueldine développe des divergences avec le président Nazarbaïev et finit par démissionner de son poste de Premier ministre en 1997.
Il est ensuite élu président de l'Union des industriels et entrepreneurs du Kazakhstan et mène des campagnes de levée de fonds pour de divers projets humanitaires. En 1998, la publication de son essai politique, Kazakhstan : Le Droit de choisir, où il expose ses critiques vis-à-vis du régime de Nazarbaïev, est abondamment commentée dans le pays. Lorsque le président décide d'organiser des élections anticipées en 1998, Kajégueldine dénonce cette manœuvre, dont il estime qu'elle éloigne encore plus le Kazakhstan de la démocratie et viole la Constitution. Il démissionne alors de son poste de président de l'Union des industriels et entrepreneurs du Kazakhstan et met un terme à ses activités de consultant économique indépendant auprès du président.
En octobre 1998, il annonce finalement la création de sa propre formation politique, le Parti populaire républicain (RNPK), et son intention de se présenter à l'élection présidentielle de l'année suivante (en). Les autorités invalident toutefois sa candidature peu après, s'appuyant sur une procédure administrative ouverte à son encontre pour participation à un rassemblement public non autorisé. Suivent d'autres accusations (évasion fiscale, blanchiment d'argent, abus de pouvoir…) pour lesquelles Kajégueldine est condamné par contumace : il s'est entretemps exilé à l'étranger, où il peut se prévaloir du soutien de l'opinion occidentale. Aucun des deux mouvements d'opposition qu'il a fondés — le RNPK et le Forum des forces démocratiques — ne parviendra cependant à percer dans le paysage politique kazakh.